# John Murdoch
John Murdoch, född 25 september 1885, död 7 november 1939, var en friidrottare från Kanada. Han deltog vid olympiska sommarspelen 1928.